# Власенко, Виталий Григорьевич
Власенко Виталий Григорьевич (10 августа 1934, Балашов — 17 февраля 1996, Саратов) — советский и российский учёный-правовед, кандидат юридических наук, профессор, проректор по учебной работе Саратовской государственной академии права (1973—1996), специалист по криминалистике и уголовно-процессуальному праву.

## Биография
Виталий Григорьевич Власенко родился 10 августа 1934 года в городе Балашове Саратовской области.
- 1956 год — окончил Омское общевойсковое краснознамённое военное училище имени М. В. Фрунзе.
- 1956 год — 1961 год — служба в должности командира учебного взвода школы военных авиационных механиков в городе Спасск-Дальний.
- 1961 год — 1965 год — учёба в Саратовском юридическом институте имени Д. И. Курского.
- 1964 год — 1965 год — следователь следственного отдела Саратовского управления охраны общественного порядка.
- С 1965 года — преподаватель Саратовского юридического института имени Д. И Курского.
- 1968 год — 1969 год — учёба в очной аспирантуре Саратовского юридического института имени Д. И Курского.
- 1969 год — защита диссертации на соискание учёной степени кандидата юридических наук на тему «Вопросы теории и практики возмещения материального ущерба при расследовании хищений государственного и общественного имущества» под руководством доктора юридических наук, профессора Д. П. Рассейкина.
- 1969 год — присвоено учёное звание доцента.
- 1973 год — 1996 год — проректор по учебной работе Саратовского юридического института имени Д. И. Курского.
- 1992 год — присвоено ученое звание профессора по кафедре криминалистики Саратовского юридического института имени Д. И. Курского.

Принимал непосредственное участие в организации лаборатории лазерного анализа, химико-физической лаборатории, лаборатории вычислительной техники и информатики, совместной лаборатории Министерства юстиции на базе Саратовского юридического института имени Д. И. Курского. По заданию Минвуза РСФСР принимал участие в разработке типового учебного плана для юридических вузов. Автор более 50 научных работ.
Умер 17 февраля 1996 года в городе Саратове.

## Избранные публикации

### Авторефераты диссертаций
- Власенко В. Г. Вопросы теории и практики возмещения материального ущерба при расследовании хищений государственного и общественного имущества. Автореф. дис. … канд. юрид. наук. — Саратов: СЮИ им. Д. И. Курского, 1969. — 16 с.

### Монографии, учебные пособия
- Власенко В. Г. Вопросы теории и практики возмещения материального ущерба при расследовании хищений государственного и общественного имущества / ред. Д. П. Рассейкин. — Саратов: Издательство СГУ, 1972. — 127 с.
- Вольфман Г. И., Власенко В. Г., Новосёлов В. И., Степанов В. В. и др. Правовые вопросы обеспечения качества продукции / ред. В. И. Новосёлов. — Саратов: Издательство СГУ, 1982. — 168 с.
- Божкова Н. Р., Власенко В. Г., Комиссаров В. И. Следственная (криминалистическая) тактика. — Саратов: Издательство СГАП, 1996. — 126 с.

### Статьи
- Власенко В. Г. Виды материального ущерба по делам о хищении государственного и общественного имущества // Государство, право и молодежь : сборник. — Саратов, 1968. — С. 94—98.
- Власенко В. Г. К вопросу о задачах следственного осмотра // 50 лет Советской власти и актуальные проблемы правовой науки. Материалы к конференции по итогам научно-исследовательской работы за 1966 г. : сборник. — Саратов, 1967. — С. 188—189.
- Власенко В. Г. Криминалистическая характеристика преступлений // Актуальные вопросы советской юридической науки. Ч. 2 : сборник. — Саратов: Издательство СГУ, 1978. — С. 123—125.
- Власенко В. Г. Криминалистическая характеристика преступления и личность как ее объект // Проблемы правового статуса личности в уголовном процессе : сборник. — Саратов: Издательство СГУ, 1981. — С. 137—140.
- Власенко В. Г. Надзор прокурора за деятельностью следственных органов по возмещению материального ущерба причиненного хищениями // Проблемы прокурорского надзора. Научная конференция, 20-21 апреля 1972 г.: тезисы сообщений : сборник. — М., 1972. — С. 228—230.
- Власенко В. Г. Некоторые проблемы криминалистической экспертизы // Вопросы теории и практики предварительного следствия в органах внутренних дел. По материалам научно-практической конференции, посвященной десятилетнему юбилею со дня образования предварительного следствия в МВД СССР : сборник. — Саратов, 1973. — С. 57—61.
- Власенко В. Г. О принципах советской криминалистики // Актуальные проблемы отраслевых юридических наук : сборник. — Саратов: Издательство СГУ, 1982. — С. 139—144.
- Власенко В. Г. Товароведческая и техническая экспертизы при определении размера материального ущерба по делам о хищении государственного и общественного имущества // Ученые записки Саратовского юридического института имени Д. И. Курского. Сборник работ соискателей и аспирантов. Вып. 19: Ч. 1 : сборник. — Саратов: Издательство Саратовского юридического института, 1970. — С. 280—287.
- Власенко В. Г. Установление обстоятельств, характеризующих материальный ущерб, причиненный преступлением // Вопросы криминалистики и судебной экспертизы. Межвузовский научный сборник. Вып. 1 : сборник. — Саратов: Издательство СГУ, 1976. — С. 60—64.
- Власенко В. Г. Недостатки в возмещении материального ущерба по делам о хищениях государственного или общественного имущества // Ученые записки Саратовского юридического института имени Д. И. Курского. Вопросы уголовного и исправительно-трудового права, уголовного процесса и криминалистики. Вып. 16 : сборник. — Саратов: Издательство Саратовского юридического института, 1969. — С. 224—231.
- Власенко В. Г. О понятии материального ущерба по делам о хищении государственного и общественного имущества // Ученые записки Саратовского юридического института имени Д. И. Курского. Сборник научных работ аспирантов и соискателей. Уголовное право, уголовный процесс, криминалистика. Вып. 17. Ч. 3 : сборник. — Саратов: Издательство Саратовского юридического института, 1968. — С. 99—115.